# Бунинский
Бу́нинский — посёлок в Урицком районе Орловской области России. Входит в состав Архангельского сельского поселения.

## География
Посёлок находится на расстоянии 14 км к западу от посёлка городского типа Нарышкино, административного центра района, и 37 км к западу от города Орёл, административного центра области.

### Часовой пояс
Посёлок Бунинский, как и вся Орловская область, находится в часовой зоне МСК (московское время). Смещение применяемого времени относительно UTC составляет +3:00.

## Население
| 2002 | 2010 |
| ---- | ---- |
| 521  | ↘380 |

### Национальный состав
Согласно результатам переписи 2002 года, в национальной структуре населения русские составляли 94 % из 521 чел.